# Јунионвил (Мичиген)
Јунионвил (енгл. Unionville) град је у америчкој савезној држави Мичиген.

## Демографија
По попису из 2010. године број становника је 508, што је 97 (-16,0%) становника мање него 2000. године.
| Група             | 2000.       | 2010.       |
| Белци             | 578 (95,5%) | 489 (96,3%) |
| Афроамериканци    | 0 (0,0%)    | 0 (0,0%)    |
| Азијати           | 5 (0,8%)    | 1 (0,2%)    |
| Хиспаноамериканци | 17 (2,8%)   | 15 (3,0%)   |
| Укупно            | 605         | 508         |